# Red Nichols
Ernest Loring "Red" Nichols (8 de maio de 1905 - 28 de junho de 1965) foi um cornetista de jazz americano, compositor e líder de banda de jazz.
Ao longo de sua longa carreira, Nichols gravou em uma ampla variedade de estilos musicais, e o crítico Steve Leggett o descreve como "um especialista em cornetas, um improvisador sólido e aparentemente um viciado em trabalho, já que há rumores de que ele apareceu em mais de 4.000 gravações somente na década de 1920".

## Biografia

### Início de carreira
Nichols nasceu em 8 de maio de 1905 em Ogden, Utah, Estados Unidos. Seu pai era professor de música na faculdade e Nichols era um prodígio infantil, porque aos 12 anos já tocava peças difíceis para a banda de metais de seu pai. O jovem Nichols ouviu as primeiras gravações da Original Dixieland Jass Band, e mais tarde as de Bix Beiderbecke, e estas tiveram uma forte influência no jovem tocador de corneta. Seu estilo tornou-se polido, limpo e incisivo.
No início dos anos 20, Nichols se mudou para o Centro-Oeste e se juntou a uma banda chamada The Syncopating Seven. Quando a banda se separou, ele se juntou à Johnny Johnson Orchestra e foi com ela para a cidade de Nova York em 1923. Nova York permaneceu sua base por anos depois.
Em Nova York, ele conheceu e se uniu ao trombonista Miff Mole, e os dois foram inseparáveis pela década seguinte.
Antes de assinar com Brunswick (veja abaixo), Nichols e Mole gravaram uma série de registros para Pathé-Perfect sob o nome The Red Heads (cujos registros finais do Red Heads se sobrepuseram à sua assinatura em Brunswick).

### Era Brunswick
Nichols sabia ler música e ganhava facilmente trabalhos em sessões e estúdios. Em 1926, Miff Mole e ele começaram uma temporada prodigiosa de gravação com uma variedade de bandas, a maioria delas conhecidas como Red Nichols e His Five Pennies. Poucos desses grupos eram quintetos; o nome era simplesmente um trocadilho com "níquel", já que "cinco centavos" estão em níquel.
Nichols gravou mais de 100 lados para o selo Brunswick sob esse nome de banda. Ele também gravou sob The Arkansas Travelers, The California Red Heads, Louisiana Rhythm Kings, Charleston Chasers, Red and Miff's Stompers e Miff Mole e His Little Molers. Durante algumas semanas nesse período, Nichols e suas bandas estavam gravando de 10 a 12 discos.
Suas gravações do final da década de 1920 são consideradas o jazz mais progressivo do período, tanto em conceito quanto em execução, com harmonias variadas e um conjunto equilibrado. No entanto, eles eram pequenos grupos Dixieland, enfatizando a improvisação coletiva e o jogo. Eles eram diferentes dos Hot Fives de Louis Armstrong daquele período.
A banda de Nichols começou com Mole no trombone e Jimmy Dorsey no sax alto e clarinete. Outros músicos que tocaram por algum tempo em suas bandas na década seguinte foram Benny Goodman (clarinete), Glenn Miller (trombone), Jack Teagarden (trombone), Pee Wee Russell (clarinete), Joe Venuti (violino), Eddie Lang (banjo) e violão) e Gene Krupa (bateria). A versão dos "Five Pennies" de "Ida, Sweet as Apple Cider" foi um sucesso surpreendente. Ele vendeu mais de um milhão de cópias e foi premiado com um disco de ouro pela RIAA.
Outras gravadoras para as quais Nichols gravou incluem Edison (1926), Victor (1927), (1928), (1930), (1931) (sessões individuais), Bluebird (1934), (1939), de volta a Brunswick para uma sessão em (1934), Variety (1937) e, finalmente, OKeh em (1940).
Na década seguinte, o swing eclipsou o Dixieland Nichols adorava tocar. Ele tentou acompanhar as mudanças e formou uma banda de swing, mas sua carreira de gravadora parecia ter parado em 1932. Michael Brooks escreve:
O que deu errado? Parte disso era demais, muito cedo. Grande parte de sua vasta produção gravada foi lançada na Europa, onde ele foi considerado pelos primeiros críticos de jazz como o equivalente, se não o superior, de Louis Armstrong e Bix Beiderbecke. As pessoas que se fazem de idiotas geralmente encontram um bode expiatório, e quando os críticos foram expostos à música de Duke Ellington, Benny Carter, Coleman Hawkins e outros, eles se voltaram contra Nichols e o agrediram, destruindo-o tão injustamente quanto o reverenciavam. A principal falha de Nichols foi uma abordagem acadêmica excessivamente rígida ao trompete de jazz, mas ele reconheceu o mérito no que diz respeito a outros músicos de jazz e fez algumas maravilhosas gravações em pequenos grupos. 

### Carreira posterior
Nichols se manteve ativo durante os primeiros anos da Grande Depressão, tocando em bandas de espetáculos e orquestras de cava. Ele liderou a orquestra de Bob Hope por um tempo, mudando-se para a Califórnia. Nichols havia se casado com Willa Stutsman, uma "impressionante" dançarina de George White's Scandals, e eles tiveram uma filha. A filha deles teve poliomielite (diagnosticada inicialmente como meningite espinhal) em 1942, e Nichols parou de tocar com Glen Gray e a Orquestra Casa Loma, deixando a indústria da música para trabalhar nos estaleiros de guerra. Em 2 de maio de 1942, Nichols deixou sua banda para assumir uma comissão do exército, após a conclusão de um noivado no Merry-Go-Round de Lantz, Dayton, Ohio.
Incapaz de ficar longe da música, Nichols formou uma nova banda do Five Pennies e começou a tocar em pequenos clubes na área de Los Angeles logo após o término da guerra. Em pouco tempo, a notícia saiu e os músicos começaram a aparecer, transformando seus shows em jam sessions.
Logo, as datas dos pequenos clubes estavam se transformando em reservas de maior prestígio no elegante Zebra Room, no Tudor Room do Palace Hotel de São Francisco e no elegante Sheraton de Pasadena. Ele viajou pela Europa como embaixador da boa vontade do Departamento de Estado. Nichols e sua banda se apresentaram brevemente, anunciados como eles mesmos, no filme de 1950, Quicksand, estrelado por Mickey Rooney. Em 1956, ele foi o tema de um dos programas de televisão de Ralph Edwards, This Is Your Life, que contou com seus antigos amigos Miff Mole, Phil Harris e Jimmy Dorsey, que elogiavam Nichols como um líder de banda que fazia com que todos fossem pagos.
Em 1965, Nichols levou sua banda Five Pennies para Las Vegas, para tocar no então novo Mint Hotel. Ele tinha apenas alguns dias da data em que, em 28 de junho de 1965, estava dormindo em sua suíte e foi acordado por dores no peito paralisantes. Ele conseguiu ligar para a recepção e uma ambulância foi chamada, mas chegou tarde demais. Naquela noite, a banda continuou como programado, mas no centro da banda, um holofote apontou para uma cadeira vazia no lugar habitual de Nichols.

### Filme biográfico e carreira no cinema
O filme de Hollywood de 1959, The Five Pennies, a biografia de Red Nichols, estrelado por Danny Kaye como Red Nichols, foi muito vagamente baseado na carreira de Nichols. Nichols jogou suas próprias partes de corneta para o filme, mas não apareceu na tela. O filme da Paramount recebeu quatro indicações ao Oscar. A música-tema do filme "The Five Pennies" foi composta por Sylvia Fine, esposa de Danny Kaye. Nichols também fez uma aparição na cinebiografia The Gene Krupa Story em 1959.

## Discografia
- Jazz Time (Capitólio, 1950)
- Meet the Five Pennies (Capitólio, 1959)
- Sessions, Live (Calliope, 1976)
- Rhythm of the Day (ASV Living Era, 1983)
- 55 Hits: Red Nichols (99 músicas, 2015)

## Honras
Em 1986, Red Nichols foi introduzido no Big Band e no Jazz Hall of Fame.